# Howeitat
Les Howeitat ou Howaytat (arabe : الحويطات) forment une grande confédération de tribus d'Arabie présentes en Transjordanie, en Jordanie, dans les Territoires palestiniens occupés et en Arabie saoudite. Ils comportent plusieurs branches, notamment les Ibn Jazi, les Abu Tayi, les Anjaddat et les Sulaymanniyin, outre un certain nombre de tribus associées.

## Histoire

### Origine
Les nomades Howeitat étaient les seules tribus connues comme vivant dans le sud du district du Krak de Montréal dans l'empire ottoman au XVIe siècle. Selon l'historien arabe Qutb al-Din al-Nahrawali (mort en 1582), cette tribu est une branche des Banu Uqba, qui dominait la région sous le règne des Mamelouks (1260-1416) et dont les chefs étaient officiellement reconnus par les autorités Mamelouks. 
Les Howeitat prétendent tous descendre d'un ancêtre unique, un Égyptien nommé Huwayt. Toutefois, selon l'historien Kamal Salibi, leur présence dans la région remonterait en fait au XVIIIe siècle, lorsque des tribus du nord du désert d'Arabie ont été repoussées plus au nord par l'expansion des bédouins associés au Wahhabites d'Arabie centrale: vers la fin du XVIIIe siècle, les Howeitat revendiquaient déjà des territoires dans la région d'Aqaba et au nord de celle-ci. Ils se sont partiellement sédentarisés, combinant l'agriculture dans les régions fertiles d'Ash-Sharāt et les activités pastorales, mais au début du XXe siècle, ils sont redevenus plus ou moins nomades en raison de la rivalité de deux sheikhs, Abtan ibn Jazi et Aouda Abou Tayi, qui se spécialisèrent dans les raids et l'élevage de chameaux.

### Rôle durant la Révolte arabe
Le clan d'Abu Tayi a soutenu la cause des Hachémites au cours de la Révolte arabe et a constitué une part importante des troupes du roi Fayçal Ier grâce à Aouda Abou Tayi qui mobilisa une troupe de Bédouins disposés à marcher sous la bannière du prince Fayçal. En revanche, le clan d'ibn Jazi est resté fidèle à l'empire ottoman, ce qui a valu à son chef, Hamad ibn Jazi, d'être décoré par l'empire en 1917.
Au cours des dernières années, les Howeitat se sont remis à l'agriculture. Ils ont aussi joué un rôle important dans la Légion arabe, dont le clan d'ibn Jazi est devenu l'acteur principal. Les Howeitat possèdent encore un important territoire qui s'étend des alentours du Wadi Rum jusqu'en Arabie saoudite. Ils ont souvent servi de bassin de recrutement pour la Garde nationale d'Arabie saoudite ainsi que pour l'Armée royale jordanienne.

### Statut actuel et déplacement
Alors que la tribu des Howeitat a largement abandonné son mode de vie nomade et s'est sédentarisée dans des villages, Abdul Rahim al-Howeiti, a mis en ligne le 13 avril 2020 des vidéos expliquant que les forces de sécurité saoudiennes essayaient de l'expulser, avec les membres de sa tribu, de leur territoire historique, afin de pouvoir développer la ville futuriste de Neom. Le lendemain, l'homme a été criblé de balles par les forces de sécurité  saoudiennes et huit personnes de son entourage, dont son frère Chadli, ont été arrêtées,. Selon l'activiste Alia al-Huwaiti, qui a attiré l'attention des médias sur cette affaire, la tribu ne s'oppose pas au développement de Neom, mais ne veut pas être obligée d'abandonner son territoire ancestral. Elle a par la suite reçu des menaces de mort de la part de supporters de Mohammed ben Salmane.
En août 2022, une cour pénale spéciale saoudienne (en) condamne à 50 ans d'emprisonnement et à 50 ans d'interdiction de quitter le territoire deux membres de la tribu (Abdulilah et Abdullah Dukhail) ayant résisté à leur expropriation. 
Le 2 octobre 2022, une cour pénale spéciale saoudienne condamne à la peine de mort trois membres de la tribu (Chadli, Atallah et Ibrahim) ayant résisté à leur expropriation. L'un d'entre eux, Chadli, n'est d'autre que le grand-frère d'Abdul Rahim al-Howeiti, le « martyr de Neom » tué par les forces de sécurité saoudiennes le 14 avril 2020,. 

## Dans la littérature
Les Howeitat sont souvent mentionnés dans le récit de voyage de Richard Francis Burton, The Land of Midian (1879), dans lequel il relate les récits traditionnels relatifs à la généalogie des « Huwayta't ».
Ils sont aussi mentionnés dans Les Sept Piliers de la sagesse de Lawrence d'Arabie et dans le film Lawrence d'Arabie.